# フィリピン航空137便オーバーラン事故
フィリピン航空137便オーバーラン事故（ふぃりぴんこうくう137びんおーばーらんじこ）は、ニノイ・アキノ国際空港からバコロドシティ国内空港までの定期便だったフィリピン航空137便が、バコロドシティ国内空港でオーバーランした事故である。

## 事故機
事故機は、エアバスA320-214（RP-C3222）で事故の3カ月前から使用されていた新しいものだった。この事故により、機体はわずか3カ月で全損になった。

## 事故の経緯
137便は18時40分にマニラを離陸し、19時37分に管制官から滑走路04への着陸許可を受けてバコロドシティ国内空港に着陸した。
このアプローチはオートスロットルがスピードモードの状態で行われた。機体の左側にある第1エンジンのスロットルレバーは上昇推力の位置にあった。機体が着地すると第2エンジンのスロットルは逆噴射位置に入れられたが、第1エンジンのスロットルはアイドル位置に戻されず上昇位置のままだった。副操縦士はスポイラーと逆噴射装置が作動せず、減速していないと言った。エンジン1基が逆噴射位置、もう1基が上昇推力位置だったために、スポイラーは起動しなかった。第2エンジンが逆噴射に設定されたため、オートスロットルが解除された。第1エンジンのスロットルレバーは上昇推力の位置だったので、オートスロットルが解除されたことにより、推力が上昇し始めた。非対称な推力のために機体が右へ逸れだしたため、パイロットはラダー等を使い、機体を滑走路上に留めようとしたが、この速度ではラダーや前輪のステアリングに効果はなく、空港外周のフェンスを突き抜けた。ラダーペダルからの操作では前輪の舵角は6度に制限されており、70ノット (130 km/h; 81 mph)以上の速度ではハンドステアリングは無効である。事故後に発生した火災はバコロド市消防団の協力を得て、ATO事故火災救助チームのタイムリーな対応によって消された。乗員乗客は全員無事だったが、居住地域の3人が死亡した。

## 事故原因
着陸時に、エンジンを正常に逆噴射状態にしなかったため、スラストリバーサーやスポイラーの動作に影響が生じた。パイロットは間違いに気付き、両エンジンを逆噴射させブレーキもかけたが、すでに手遅れで機体はオーバーランした。

## 類似した事故
- TAM航空3054便オーバーラン事故 - この事故の9年後に同型機で発生したほぼ同様の事故。3054便の事故では137便の事故よりも大惨事になり、乗員乗客全員に加えて地上の12人を含む199人が死亡した。

- 2004年10月18日にトランスアジア航空536便が同様の状況に陥り、事故を起こしている[5]。